# 虞爱华
虞爱华（1965年9月—），男，安徽天长人，中华人民共和国政治人物。安徽省委党校在职研究生班政治学专业毕业，研究生学历，哲学学士。曾任中共安徽省委副书记、政法委书记等职务，现任安徽省政协副主席、党组副书记。

## 生平
1988年10月加入中国共产党。1989年7月参加工作，大学毕业后分配到中共合肥市委办公室，任干部。1992年9月，调入中共安徽省委宣传部，历任办公室科员、副科级巡视员、正科级巡视员、助理调研员、研究室副主任等职。1998年7月，调到安徽省政协办公厅，历任秘书处调研员、副主任、主任。
2008年3月，任中共宣城市委副书记。4月任市人民政府代市长，5月当选为宣城市长。2012年8月，转任中共安庆市委副书记；9月任市人民政府代市长，10月当选为安庆市长。2013年2月，任中共安庆市委书记。2013年，当选第十二届全国人民代表大会安徽地区代表。2016年4月，转任中共安徽省委宣传部常务副部长。
2016年11月，升任中共安徽省委常委、宣传部部长。2020年5月，出任合肥市委书记。2024年1月，任安徽省委副书记。2024年3月，不再兼任中共合肥市委书记职务，同月兼任省委政法委书记，2025年1月，不再担任安徽省委副书记、转任安徽省政协党组副书记，后当选为安徽省政协副主席。